# Corydalis ornata
Corydalis ornata là một loài thực vật có hoa trong họ Anh túc. Loài này được Lidén & Zetterlund mô tả khoa học đầu tiên năm 1996.